# Ashihara Karate
Ashihara Karate (芦原 会館) er en japansk karatestilart, som blev stiftet af Hideyuki Ashihara i 1980. Stilen er således en af de yngste i verden. Ashihara-organisationens officielle navn er NIKO, hvilket står for New International Karate Organization (på japansk: Shin Kokusai Karate do Renmai Ashihara Kai Kan). Ashihara Karate indeholder også mange teknikker, som Hideyuki Ashihara selv har opfundet. Endvidere er denne stilart kendt for at være en udpræget Kampteknik-stilart, hvor man rammer sin modstander, i stedet for blot at markere, som man gør det i mange andre stilarter. I undervisningen lærer man at bevæge sig i forhold til modstanderens valg af angreb, hvilket går under navnet Sabaki-metoden.
Ashihara Karate bliver ledet af den såkaldte Kancho (stormester). Indtil Hideyuki Ashiharas død den 24. april 1995, blev Ashihara Karate ledet af ham selv. Derefter blev ledelsen overtaget af hans søn, Kancho Hidenori Ashihara, der fører Ashihara Karate videre, i både sin fars, og en tidssvarende ånd.
Kancho Hidenori Ashihara gæster Danmark hvert andet år på Dansk Ashihara Organisation's (DAO) årlige sommerlejr: Sabaki Camp. Senest var han i Danmark i 2015.
Her har branchchiefs såvel som almindelige medlemmer mulighed for at møde ham og deltage i hans træningsessions.

## Historie
Hideyuki Ashihara blev født den 5. december 1944 nær Hiroshima. I 1960 flyttede han til Japans hovedstad Tokyo, hvor han året efter, begyndte at træne karate. Dengang trænede han Kyokushin-karate, og blev undervist af selveste Masutatsu Oyama,[kilde mangler] som var Kyokushin-karatens stifter. I 1964 fik Hideyuki Ashihara sort bælte (også kaldet Shodan). To år efter blev han anvist om at åbne en dojo (træningssal) på Shikoku-øen af Kyokushin-organisationen.[kilde mangler] Først blev dojoen åbnet i byen Nomura, senere i Yawatahama. Snart efter fik Hideyuki Ashihara ry for at være en storslået instruktør. Studerende kom fra nær og fjern, og modtog undervisning af ham. En af hans lokale elever, Joko Ninomiya, vandt Kyokushin All-Japan-turneringen i 1978.
I midten af 1970'erne begyndte Hideyuki Ashihara at udvikle sine egne karate-teknikker, og efterhånden begyndte han også at undervise i dem. Han udformede flere cirkulære teknikker, i stedet for de lineære teknikker, som Kyokushin hovedsageligt består af. Han flyttede herpå sin vigtigste dojo til Matsuyama (dojoen Honbu i Matsuyama er stadig hovedskole), hvor han fortsatte med at undervise i og udbrede sin egen form for karate. Ashihara-stilarten, som den blev kaldt, skilte sig helt fra Kyokushin i 1979. Året efter lod Hideyuki Ashihara sin egen organisation, NIKO, åbne. Herefter lod han sig, som værende leder af en karate-organisation, bære titlen Kancho, som betyder stormester.
Mange af de, som studerede Ashihara Karate, hjalp til med at sprede den nye karate-stilart, ved selv at blive instruktører, og åbne dojoer i andre byer, og tilmed i andre lande. Antallet af medlemmer steg intenst i den kommende tid. Hideyuki Ashihara døde dog allerede i 1995 (i en alder af kun 51) og hans søn, Hidenori Ashihara, tog hans plads som Kancho, leder af NIKO. Hidenori Ashihara leder stadig NIKO i dag.
Et tidligere medlem af NIKO, David Cook, dannede den såkaldte European Ashihara Karate Organization i 1990, og i 1993 blev International Ashihara Karate Organization (IAKO) stiftet på European Summer Camp i Holland. Hoosain Narker og Dave Jonkers var begge med til at stifte IAKO. Senere samme år, efter at David Cook havde været i Sydafrika, sørgede Hoosain Narker for, at de to organisationer blev flettet ind i hinanden, og organisationen ‘’Ashihara Karate International’‘ (AKI) var blevet stiftet. Fælles for alle disse er dog, at de ikke er medlemmer af NIKO, og derfor ikke bør udbyde Ashihara Karate, da dette ikke er en et stilarts ikon, men et familieforetagende, hvor familienavnet Ashihara er synonym for denne helt specielle karate form.
Der findes adskillige klubber, hvis undervisning afviger fra den oprindelige Ashihara Karate, som Hideyuki Ashihara underviste i i Japan.

## Gradsystem
Gradsystemet er inddelt i kyu-grader og dan-grader. Hver kyu- og dan-grad har forskelligt bælte. Ved bestået graduering / bælteprøve kan karateka'en (karate-udøveren) få ret til at bære et nyt bælte. Med gi'en (karatedragten) følger et hvidt bælte, som er nybegynderens farve. Der er 10 Kyu-grader og 3 dan-grader, som kan opnås gennem graduering. Derudover er der æresgrader fra og med 4. dan.
Graderne til og med 3. kyu kan opnås i den klub, man træner i. Ved højere grader foregår gradueringen til fællesgraduering i Dansk Ashihara Organisation.
Bælternes udseende synliggør karateka'ens niveau. Ved træningens start og afslutning stiller udøverne sig op efter bæltegrad. 
| Grad                  | Bælte                   |                                         |
| --------------------- | ----------------------- | --------------------------------------- |
| (shoshin: nybegynder) | hvidt                   | hvidt kampsportsbælte                   |
| 10. kyu               | rødt                    | rødt kampsportsbælte                    |
| 9. kyu                | rødt med blå stribe     | Kampsportsbælte rødt med blå striber    |
| 8. kyu                | blåt                    | blåt kampsportsbælte                    |
| 7. kyu                | blåt med gul stribe     | Kampsportsbælte blåt med gule striber   |
| 6. kyu                | gult                    | gult kampsportsbælte                    |
| 5. kyu                | gult med grøn stribe    | Kampsportsbælte gult med grønne striber |
| 4. kyu                | grønt                   | grønt kampsportsbælte                   |
| 3. kyu                | grønt med brun stribe   | Kampsportsbælte grønt med brune striber |
| 2. kyu                | brunt                   | brunt kampsportsbælte                   |
| 1. kyu                | brunt med sort stribe   | Kampsportsbælte brunt med sorte striber |
| 1. dan (shodan)       | sort med 1 guld stribe  | sort kampsportsbælte 1. dan             |
| 2. dan (nidan)        | sort med 2 guld striber | sort kampsportsbælt 2. dan              |
| 3. dan (sandan)       | sort med 3 guld striber | sort kampsportsbælt 3. dan              |

## Ashihara-karateklubber i Danmark
Det er muligt at træne Ashihara Karate i flere forskellige klubber i Danmark.
Den tidligere Ashihara Karate-skole i Viborg, Viborg Karate Skole, var den ældste i Europa inden for Ashihara Karate indtil 2011. Hvert år siden 1994 er verdensmesterskaberne i Ashihara Karate, det såkaldte Sabaki Challenge Spirit, blevet afholdt i Viborg i påsken. Endvidere var Viborg Karate Skole den første skole uden for Japan, som blev besøgt af Kancho Hidenori Ashihara. Dette foregik i 1997. Viborg karate skole er ikke længere medlem af NIKO og udbyder nu en stilart kaldet JOSUI karate. Klubben afholder derfor ikke længere det officielle VM i Ashihara Karate. Dette går nu på omgang mellem medlemmerne af NIKO